# 콘스탄체 폰 슐테스
콘스탄체 폰 슐테스레흐베르크(독일어: Konstanze von Schulthess-Rechberg, 1945년 1월 27일 ~ )는 독일의 작가이다. 그녀는 제2차 세계대전의 대령이자 저항 지도자인 클라우스 폰 슈타우펜베르크의 딸이다.